# Oltina
Oltina é uma comuna romena localizada no distrito de Constanţa, na região de Dobruja. A comuna possui uma área de 117.67 km² e sua população era de 2950 habitantes segundo o censo de 2007.